# فيدرال هايتس (كولورادو)
فيدرال هايتس (بالإنجليزية: Federal Heights, Colorado)‏ هي مدينة تقع في مقاطعة آدامز بولاية كولورادو في الولايات المتحدة. تبلغ مساحتها 4.6 (كم²)، وترتفع عن سطح البحر 1613 م، بلغ عدد سكانها 11467 نسمة في عام 2010 حسب إحصاء مكتب تعداد الولايات المتحدة وتصل الكثافة السكانية فيها 2493.1 نسمة/كم2.

## وصلات خارجية
- www.fedheights.org